# トンブクトゥ
トンブクトゥ（トゥアレグ語: ⵜⵏⵀⵗⵜ、コイラ・チーニ語: Tumbutu、フランス語: Tombouctou、英語: Timbuktu）は、西アフリカのマリ共和国内のニジェール川の中流域、川の湾曲部に位置する砂漠の民トゥアレグ族の都市である。またトンブクトゥ州の州都である。人口は54,629人（2009年国勢調査）。

## 概要
サハラ南端とニジェール川北部を結ぶ交易路の結節点に位置するトンブクトゥは、かつてマリ帝国やソンガイ帝国の中心地として、またイスラームと商業の十字路として栄えたことでよく知られている。ヨーロッパの人々はその富を聞きつけ来訪を試みたが、その困難さから「トンブクトゥ」の言葉自体が「異国」や「黄金郷」などの比喩として用いられるほどであった。
木の骨組みの上に粉々に砕かれた粘土や割栗石を整形することで建築された建物が立ち並ぶ町並みは世界遺産にも登録されるほどの景観美、価値観の交流の様相を呈している。
市街にあるサンコーレ・モスク、ジンガリベリ・モスク、シディヤヤ・モスクはかつてイスラーム神学・法学研究の一大拠点であり、モスクが擁する膨大な学術資料の収集のため現在アハメド・ババ研究所の本部が置かれている。
伝説の都市として知られていたトンブクトゥも16世紀には政治の混乱、天災、そして大航海時代の始まりによって衰退した。

## 歴史

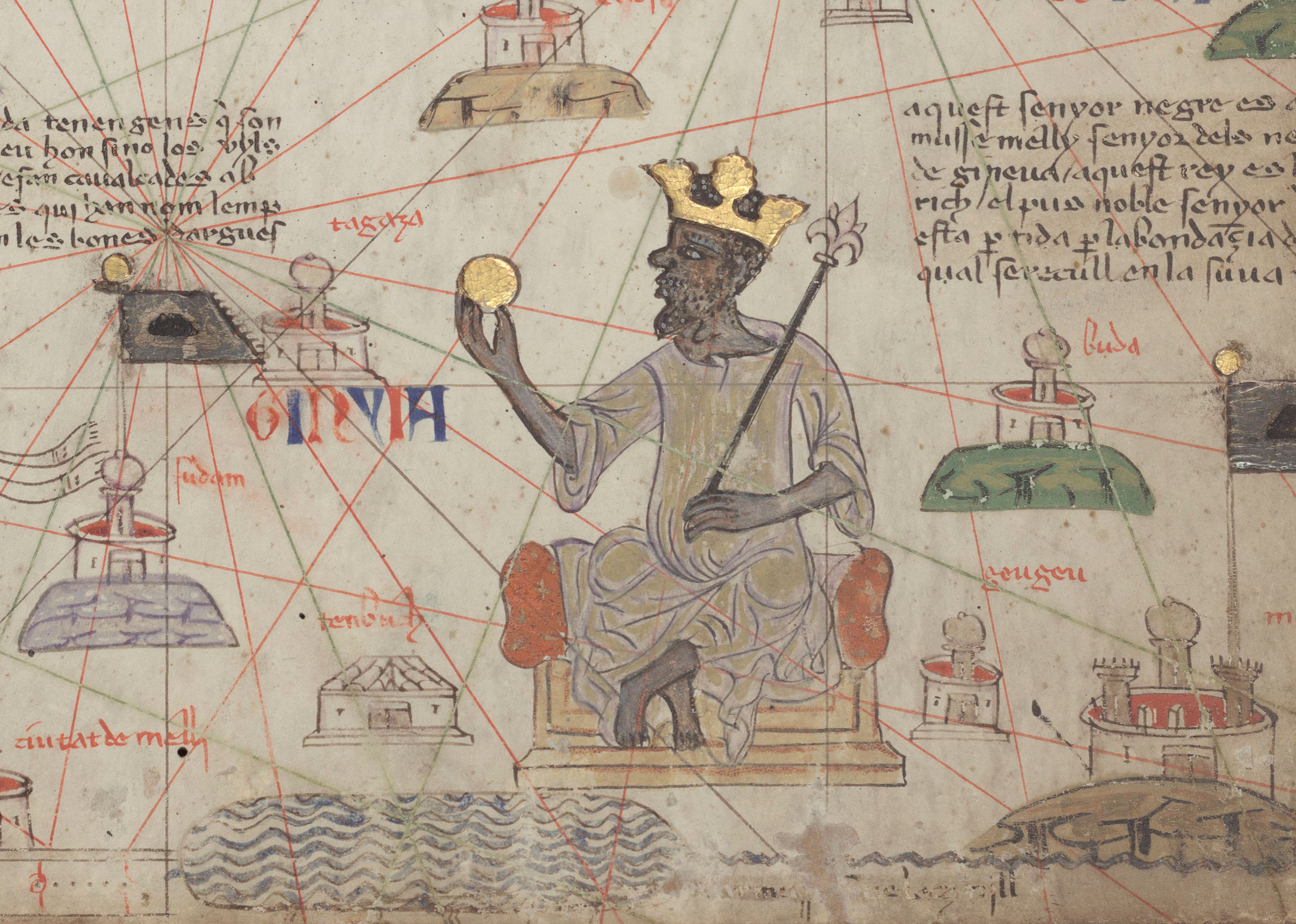
黄金を持つマンサ・ムーサ。『カタルーニャ図』第6枚

トンブクトゥは、11世紀前半に遊牧民トゥアレグ族の冬の季節だけの野営地が起源として始まったと考えられているが、その後、金や象牙、奴隷、塩などの交易品が行き来するサハラ砂漠の通商路において重要な中継地として都市へ成長し、この地に興隆したガーナ王国、マリ帝国、ソンガイ帝国を通じて莫大な富が集まる重要都市となった。ただし、砂漠地帯のオアシスに立地していたため、多くの人口を許容できるだけの食料や生活上の資材を確保することが困難であった。そのため、トンブクトゥに物資を供給するための都市網が後背地に発展していくことになった。
1500年代初頭、トンブクトゥの繁栄は頂点を迎え、その途方もない富の物語や伝説が伝えられたことを動機として、多くのヨーロッパ人がアフリカへの探検に向かうこととなった。16世紀の旅行家・地理学者であるレオ・アフリカヌスが、1512年に繁栄の絶頂にあったソンガイ帝国を訪れて次のような記述を残している。
しかし、ポルトガルや他のヨーロッパ諸国から来た探険家や奴隷商人が海路から西アフリカに上陸し、サハラ砂漠を経由しない通商路を開拓するに至って、トンブクトゥは衰退を始めた。さらに1591年にはモロッコ人のスルタンに仕えていたムーア人の傭兵集団に占領されたことが、それに拍車をかけた。後に彼らの子孫は現地の黒人と混合した。1828年にようやくこの町を訪れ生還した初めてのヨーロッパ人である探検家ルネ・カイエは、荒廃した泥の町と報告している。その後、キリスト教徒の伝道者が訪れている。
1880年に現在のマリに当たる地域にはフランス領のオート・セネガル植民地が設置されたが、首都はカイであった。その後フランスの植民地拡大に伴って名称は度々変更されたが、フランス植民地時代の1958年に準コミューンとして認められ、独立後の1966年に完全なコミューンとして認められた。1977年、トンブクトゥ州の創設に伴い同州の州都となる。
サグラダ・ファミリアを設計したアントニ・ガウディは、この地の泥土で建てられたモスクの様式に啓発されたと言われている。

### 近況
かつては10万人以上の人口を数えたトンブクトゥも、交易形態の変化や衰退により2000年代には5万人あまりに減少。かつての規模から比べれば、少し大きな村といった規模となった。ただし、現在も砂漠地帯の中の物資の集散地点であることは変わらず、岩塩や手工芸品などの取引が行われている。市内は日干し煉瓦で出来た家々が並び、ひどい貧困に見舞われている状況にある。また、周囲の砂漠化が進行し、町が砂漠に埋もれる危険性も指摘されている。
近年、周辺が世界遺産に登録されたこと、パリ・ダカール・ラリーの通過地になっていたこと（開催年によってはコースから外れることもあり）から、次第に知名度が高まり、観光客も増えつつあるが、インフラは依然として整っておらず、ホテルのキャパシティも小さい。

### 2012年マリ北部紛争
2012年4月1日、トゥアレグ人によるアザワド解放民族運動が市域を掌握したと発表した。4月6日にマリ反政府勢力アザワド解放民族運動(MNLA)が一方的に独立宣言したアザワド（国際的に未承認）に含まれていたが、アザワドは同年6月中にイスラム武装勢力同士の対立で事実上崩壊した。
マリ北部を制圧したアル＝カーイダ系の武装組織「イスラーム・マグリブ諸国のアル＝カーイダ(AQIM)」が、トンブクトゥの聖墓を破壊したと2012年5月5日、明らかにした。こうした状況を踏まえ、2012年の第36回世界遺産委員会において、世界遺産「トンブクトゥ」はアスキアの墓とともに、危機にさらされている世界遺産（危機遺産）リストに登録された。
2012年6月30日に西アフリカ・マリの北部を支配しているイスラーム主義組織「アンサール・アッ＝ディーン」が、世界遺産都市トンブクトゥでイスラーム指導者の聖廟を破壊した（詳細は#イスラム過激派による聖廟の破壊節を参照のこと）。
AQIMは、リビアのカダフィ大佐がトンブクトゥに所有していた住居を占拠。マリ北部における活動拠点の一つとしていたが、2013年1月20日、フランス空軍の空爆により破壊されたことから、1月24日までにトンブクトゥから撤退している。1月28日にはフランス軍とマリ軍が市内に進駐。翌日には、イスラム武装勢力を支持していた商店に対し、地域住民による襲撃、略奪が発生した。2月2日には、フランスのフランソワ・オランド大統領が市内を訪問し、市民から歓迎を受けている。
なおイスラム系武装組織が街を占拠すると、組織が自家発電により電気と水を供給するようになったが、フランス空軍の空爆により組織が撤退すると電気と水の供給が停止した。

## 世界遺産
モスクや聖廟を含むトンブクトゥの歴史地区は、1988年、世界遺産（文化遺産）に登録された。

### 登録基準
この世界遺産は世界遺産登録基準のうち、以下の条件を満たし、登録された（以下の基準は世界遺産センター公表の登録基準からの翻訳、引用である）。
- (2) ある期間を通じてまたはある文化圏において、建築、技術、記念碑的芸術、都市計画、景観デザインの発展に関し、人類の価値の重要な交流を示すもの。
- (4) 人類の歴史上重要な時代を例証する建築様式、建築物群、技術の集積または景観の優れた例。
- (5) ある文化（または複数の文化）を代表する伝統的集落、あるいは陸上ないし海上利用の際立った例。もしくは特に不可逆的な変化の中で存続が危ぶまれている人と環境の関わりあいの際立った例。

### イスラム過激派による聖廟の破壊
2012年、アンサル・ディーンによって聖廟が破壊された。被害はジンガレイベル・モスクなど霊廟15箇所を含む。ユネスコは数か月のうちに世界遺産の危機を訴え修復活動に着手し、地元職人の手によって聖廟は復元された。

## 気候
| トンブクトゥの気候                       | トンブクトゥの気候 | トンブクトゥの気候 | トンブクトゥの気候 | トンブクトゥの気候 | トンブクトゥの気候 | トンブクトゥの気候 | トンブクトゥの気候 | トンブクトゥの気候 | トンブクトゥの気候 | トンブクトゥの気候 | トンブクトゥの気候 | トンブクトゥの気候 | トンブクトゥの気候 |
| 月                                       | 1月                | 2月                | 3月                | 4月                | 5月                | 6月                | 7月                | 8月                | 9月                | 10月               | 11月               | 12月               | 年                 |
| ---------------------------------------- | ------------------ | ------------------ | ------------------ | ------------------ | ------------------ | ------------------ | ------------------ | ------------------ | ------------------ | ------------------ | ------------------ | ------------------ | ------------------ |
| 最高気温記録 °C （°F）                   | 36 (97)            | 39 (102)           | 42 (108)           | 45 (113)           | 48 (118)           | 47 (117)           | 47 (117)           | 43 (109)           | 47 (117)           | 47 (117)           | 40 (104)           | 42 (108)           | 48 (118)           |
| 平均最高気温 °C （°F）                   | 30.0 (86)          | 33.2 (91.8)        | 36.6 (97.9)        | 40.0 (104)         | 42.2 (108)         | 41.6 (106.9)       | 38.5 (101.3)       | 36.5 (97.7)        | 38.3 (100.9)       | 39.1 (102.4)       | 35.2 (95.4)        | 30.4 (86.7)        | 36.8 (98.25)       |
| 平均最低気温 °C （°F）                   | 13.0 (55.4)        | 15.2 (59.4)        | 18.5 (65.3)        | 22.5 (72.5)        | 26.0 (78.8)        | 27.3 (81.1)        | 25.8 (78.4)        | 24.8 (76.6)        | 24.8 (76.6)        | 22.7 (72.9)        | 17.7 (63.9)        | 13.5 (56.3)        | 20.98 (69.77)      |
| 最低気温記録 °C （°F）                   | 5 (41)             | 8 (46)             | 7 (45)             | 10 (50)            | 15 (59)            | 21 (70)            | 17 (63)            | 21 (70)            | 18 (64)            | 12 (54)            | 7 (45)             | 1 (34)             | 1 (34)             |
| 降水量 mm （inch）                       | 0.6 (0.024)        | 0.1 (0.004)        | 0.1 (0.004)        | 1.0 (0.039)        | 4.0 (0.157)        | 16.4 (0.646)       | 53.5 (2.106)       | 73.6 (2.898)       | 29.4 (1.157)       | 3.8 (0.15)         | 0.1 (0.004)        | 0.2 (0.008)        | 182.8 (7.197)      |
| 平均降雨日数                             | 1                  | 0                  | 0                  | 0                  | 1                  | 1                  | 3                  | 4                  | 3                  | 1                  | 0                  | 0                  | 14                 |
| 出典1：World Meteorological Organization |                    |                    |                    |                    |                    |                    |                    |                    |                    |                    |                    |                    |                    |
| 出典2：Weatherbase                       |                    |                    |                    |                    |                    |                    |                    |                    |                    |                    |                    |                    |                    |

## 過去にイスラム文化の教育中心
13世紀から17世紀にかけて、特にマリ帝国の時期、莫大な富に裏打ちされたトンブクトゥはイスラム文化およびその他文化の教育中心であった。そのころ使われたテキストは「トンブクトゥ写本」と呼ばれ、個人所有の形で倉庫・洞窟・地下などに長らく大切に保管されていたが、20世紀後半になってヨーロッパの大学の協力もあり、組織的な収集が行われてきて、国内のアーメド・ババ研究所（Ahmed Baba Institute）などへ、またイスラム文化に関連した世界の大学・研究所への寄贈が行われている。

## トンブクトゥへの交通
- 首都バマコからモプティを経由する不定期空路、陸路、もしくはニジェール川を行き交う乗合船を利用することとなる。

## 姉妹都市
- - ケムニッツ、ドイツ
- - Blaenllechau、ウェールズ
- - ヘイ・オン・ワイ、ウェールズ
- - ケルアン、チュニジア
- - マラケシュ、モロッコ
- - ティファリティ、サハラ・アラブ民主共和国
- - サント、フランス
- - テンピ、アメリカ合衆国
- - イスタンブール、トルコ